# Операция Валкирия (филм)
„Операция Валкирия“ (на английски: Valkyrie) е американско-германски военен трилър от 2008 г. Режисьор е Брайън Сингър, а сценаристи – Кристофър Маккуори и Нейтън Александър. Филмът е драматизация на заговора от 20 юли 1944 г. – опит за държавен преврат в Германия по време на Втората световна война.

## Сюжет
Сериозно ранен в битка, полковник Клаус фон Щауфенберг (Том Круз) се завръща от Африка и се присъединява към немската съпротива, за да помогне за осъществяването на операция „Валкирия“ – сложен план, който ще позволи Хитлер да бъде победен и на власт да дойде правителство на опозицията. Но съдбата и обстоятелствата се съюзяват за да принудят Щауфенберг да играе първостепенна роля в конспирацията. Той трябва не само да ръководи преврата, но е натоварен и с убийството на Хитлер.

## Актьорски състав
| Актьор                   | Роля                                                                                             |
| ------------------------ | ------------------------------------------------------------------------------------------------ |
| Том Круз                 | Клаус фон Щауфенберг                                                                             |
| Кенет Брана              | Хенинг фон Тресков                                                                               |
| Бил Наи                  | Фридрих Олбрихт                                                                                  |
| Терънс Стамп             | Лудвиг Бек                                                                                       |
| Том Уилкинсън            | Фридрих Фром                                                                                     |
| Карис ван Хоутен         | Нина фон Щауфенберг – съпругата на Клаус фон Щауфенберг                                          |
| Кевин Макнали            | Карл Фридрих Гьорделер                                                                           |
| Дейвид Скофийлд          | Ервин фон Вицлебен                                                                               |
| Крисчън Беркел           | Албрехт фон Куирнхайм – полковник от германската армия, активен участник в заговора срещу Хитлер |
| Джейми Паркър            | Вернер фон Хефтен                                                                                |
| Еди Изард                | Ерих Фелгибел                                                                                    |
| Дейвид Бамбър            | Адолф Хитлер                                                                                     |
| Томас Кречман            | Ото Ернст Ремер                                                                                  |
| Харви Фридмън            | Йозеф Гьобелс                                                                                    |
| Кенет Кранам             | Вилхелм Кайтел                                                                                   |
| Матиас Фрайхоф           | Хайнрих Химлер                                                                                   |
| Валдемар Кобус           | Волф-Хайнрих фон Хелдорф                                                                         |
| Халина Рейн              | Маргарет фон Овен – секретарка на Бендлерблок и съучастница в заговора срещу Хитлер              |
| Вернер Даен              | Ернст Джон фон Фрейенд – адютант на Вилхелм Кайтел                                               |
| Том Холандър             | Хайнц Бранд                                                                                      |
| Бърнард Хил              | Фридрих фон Броих                                                                                |
| Иън Макнийс              | Йоахим фон Корцфлайш – германски генерал, командващ III военен окръг (Берлин)                    |
| Дани Уеб                 | капитан Хаанс                                                                                    |
| Крис Ларкин              | сержант Хелм                                                                                     |
| Герхард Хаасе-Хинденберг | Херман Гьоринг                                                                                   |
| Антон Алгранг            | Алберт Шпеер                                                                                     |
| Хелмут Щаус              | Роланд Фрайслер                                                                                  |
| Матю Бъртън              | Адолф Хойзингер – началник на оперативния отдел на Генералния щаб на германските сухопътни сили  |

## Награди и номинации
| Награда | Категория                                     | Номиниран(и)                                  | Резултат  |
| ------- | --------------------------------------------- | --------------------------------------------- | --------- |
| Сатурн  | Най-добър екшън, приключенски или трилър филм | Най-добър екшън, приключенски или трилър филм | номинация |
| Сатурн  | Най-добър режисьор                            | Брайън Сингър                                 | номинация |
| Сатурн  | Най-добра музика                              | Джон Отман                                    | номинация |
| Сатурн  | Най-добри костюми                             | Джоана Джонстън                               | номинация |
| Сатурн  | Най-добър актьор                              | Том Круз                                      | номинация |
| Сатурн  | Най-добър актьор в поддържаща роля            | Бил Наи                                       | номинация |
| Сатурн  | Най-добра актриса в поддържаща роля           | Карис ван Хоутен                              | номинация |

## „Операция Валкирия“ в България
На 13 юни 2017 г. KinoNova излъчи филма с български дублаж за телевизията. Екипът се състои от:
| Преводач            | Ирина Ценкова                                                                                             |
| Режисьор на дублажа | Димитър Кръстев                                                                                           |
| Тонрежисьор         | Цветомир Цветков                                                                                          |
| Озвучаващи артисти  | Даниела Йорданова Елисавета Господинова Васил Бинев Здравко Методиев Георги Георгиев-Гого Димитър Иванчев |

На 5 септември 2024 г. е излъчен по Би Ти Ви Синема с нов дублаж, записан в студио VMS.
| Преводач            | Антония Халачева                                                            |
| Режисьор на дублажа | Веселина Стоилова                                                           |
| Тонрежисьор         | Венелин Николов                                                             |
| Озвучаващи артисти  | Петя Абаджиева Николай Николов Кирил Ивайлов Явор Караиванов Радослав Рачев |